# HD 108063
HD 108063，又名CD-41 7163，SAO 223426、HR 4721，是一颗恒星，视星等为6.11，位于銀經297.78，銀緯20.09，其B1900.0坐标为赤經12h 19m 50.4s，赤緯-41° 20.09′ 34″。